# Gasto Público y Rendición de Cuentas
Gasto Público y Rendición de Cuentas (PEFA) es el nombre para el diagnóstico realizado bajo la metodología PEFA (Public Expenditure and Financial Accountability). La metodología PEFA es una metodología para evaluar la situación en la que se encuentra (en un momento dado) el sistema de gestión financiera pública del gobierno central o de un gobierno sub-nacional.
El PEFA compara la situación de la gestión financiera pública del gobierno central o de un gobierno sub-nacional con las buenas prácticas internacionales.
En otras palabras, evalúa si el sistema de gestión financiera cumple con ciertos requisitos básicos, no si funciona bien o mal.
La evaluación es promovida y hecha por el Secretariado PEFA, conformado por el Banco Mundial, FMI, Ministerio de Economía de Suiza (SECO) entre otras instituciones.
El Programa de Gasto Público y Evaluación de la Gestión Financiera, (PEFA, por sus siglas en inglés) comenzó como un instrumento para armonizar la evaluación de la Gestión de las Finanzas Públicas entre todas las organizaciones asociadas. Es una herramienta avalada por organismos internacionales como el Fondo Monetario Internacional, Banco Mundial, Banco Interamericano de Desarrollo y Organismos Europeos. Es una metodología probada y supervisada en su aplicación, que comparte mejores prácticas a nivel mundial y está especializada en la evaluación de la gestión financiera.
Uno de los lugares donde más evaluaciones PEFA se han hecho ha sido Perú.  Limberg Chero,  experto PEFA y coordinador de 16 evaluaciones entre 2011 y 2018, menciona que lo más relevante para los ciudadanos es lo que viene luego del PEFA: la ejecución de planes de acción que permiten hacer mejoras a la forma en que se usan los recursos en el gobierno, de manera que garanticen una cada vez mejor provisión de servicios a los ciudadanos.

## Metodología PEFA
La metodología PEFA es una metodología de evaluación de como se administran los recursos públicos. Ha sido utilizada en 130 países del mundo y en más de 285 ocasiones para evaluar el sistema de GFP (gestión financiera pública) de los gobiernos nacionales, regionales o locales en relación con las buenas prácticas internacionales.
La evaluación se realiza sobre el desempeño de los sistemas, procesos y procedimientos existentes, y su aplicación permite identificar muy claramente las fortalezas y debilidades del sistema de GFP.
El diagnóstico PEFA tiene la ventaja de ser muy reconocida a nivel internacional como un mecanismo de apoyo a las iniciativas de los gobiernos para impulsar el desarrollo económico y social de los países, regiones o municipios. Su simpulsores iniciales han sido Suiza, Noruega, Francia, Inglaterra, FMI y Banco Mundial.

## ¿ Cómo evalúa el PEFA? – Ejemplo de “nota”
ID-1
Diferencia entre el gasto primario ejecutado y el gasto primario originalmente programado.  
A .......En no más de uno de los últimos tres años, el gasto real se ha desviado en un monto equivalente a más del 5% con respecto al gasto presupuestado.
B .......En no más de uno de los últimos tres años, el gasto real se ha desviado en un monto equivalente a más del 10% con respecto del gasto presupuestado. 	
C .......En no más de uno de los últimos tres años, el gasto real se ha desviado en un monto equivalente a más del 15% con respecto al gasto presupuestado. 	
D .......En dos de los tres últimos años o en los tres últimos años, el gasto real se ha desviado en un monto equivalente a más del 15% del gasto presupuestado.